# Martin Horwood
Pour les articles homonymes, voir Horwood.
Martin Charles Horwood (né le 12 octobre 1962) est un homme politique libéral-démocrate britannique qui représente le sud-ouest de l'Angleterre au Parlement européen de 2019 à 2020. Il est auparavant député de Cheltenham de 2005 à 2015.

## Jeunesse et éducation

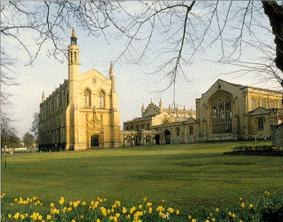
Collège de Cheltenham

Horwood est né à St. Paul's, Cheltenham. Ses parents vivent d'abord à Saint-Marc, puis à Leckhampton, où vit toujours sa mère .
Il fréquente deux écoles indépendantes à Cheltenham, la Pate's Junior School et le Cheltenham College. Dans cette dernière, il est contemporain de son collègue député Chris Bryant. Il rejoint les jeunes libéraux de Cheltenham en 1979 alors qu'il est encore à l'école .
En 1981, il étudie l'histoire moderne au Queen's College d'Oxford et est élu président de l'Oxford Student Liberal Society, puis président de l'aile étudiante nationale du parti, l'Union of Liberal Students .

## Carrière parlementaire
Horwood se présente deux fois sans succès avant d'être élu. En 1992, il est battu par le travailliste Andrew Smith au siège d'Oxford-Est, il arrive troisième avec 13 % des suffrages. En 2001, il arrive troisième dans les villes de Londres et de Westminster, avec 15,4 % des voix.
Horwood est choisi comme candidat parlementaire pour Cheltenham à la suite de la décision du député libéral-démocrate en exercice Nigel Jones de se retirer. Horwood est élu aux élections générales de 2005, remportant le siège avec une majorité de 2 303 voix sur les conservateurs, bien que la part des voix des libéraux-démocrates ait chuté de 6,2 % .
Il est nommé par son parti au comité restreint chargé d'examiner le travail du bureau du vice-premier ministre – aujourd'hui le ministère des Communautés et des Gouvernements locaux .
En juillet 2005, le chef du parti de l'époque, Charles Kennedy nomme Horwood au sein de l'équipe des affaires intérieures fantômes, avant d'être promu par Menzies Campbell au poste de ministre fantôme de l'Environnement, sous la direction de Chris Huhne, que Horwood a soutenu lors des élections à la direction du parti .
Horwood est le président et fondateur du Groupe parlementaire multipartite pour les peuples tribaux. Créé en 2007, il entend de sensibiliser le parlement et le public aux peuples tribaux. Son secrétariat est l'organisation internationale de défense des droits autochtones, Survival International. L'un de ses principaux objectifs est de faire pression pour la ratification de la Convention 169 de l'OIT sur les droits des peuples indigènes et tribaux.
Horwood est également le secrétaire de l'APPG sur la responsabilité des entreprises .
En mars 2009, Horwood est l'un des nombreux députés utilisés comme exemples par la BBC examinant la fiabilité de Wikipédia. Il exhorte Wikipédia à réprimer les abus de la facilité d'édition ouverte et les « actes de vandalisme politique » .
En décembre 2010, Horwood assiste à la Conférence des Nations Unies sur le changement climatique à Cancún, au Mexique avec Chris Huhne, un collègue libéral-démocrate, alors secrétaire d'État à l'Énergie et au Changement climatique .
Bien qu'il ait obtenu plus de 50 % des voix aux élections générales de 2010, avec une variation de 9,3 % et une majorité de 3 920 voix, Horwood perd son siège lors de l'effondrement national des libéraux-démocrates aux élections générales de 2015, s'inclinant face au candidat conservateur Alex Chalk,. Il tente en vain de regagner son siège lors des élections générales de 2017, bien qu'il ait réduit la majorité de Chalk de 7,6 % .

## Après le Parlement
Depuis 2015, Horwood est directeur de l'engagement et de l'impact chez Development Initiatives . En 2018, il remporte également une élection au conseil d'arrondissement de Cheltenham, devenant conseiller du quartier de Leckhampton .
Lors des élections au Parlement européen de 2019, Horwood est sélectionné par les libéraux-démocrates pour la circonscription du sud-ouest de l'Angleterre, deuxième sur la liste du parti ,. Le parti obtient 23,2 % dans la circonscription et Horwood est élu . Il quitte le Parlement en janvier 2020 après le Brexit.
En février 2021, Horwood est membre du Cheltenham Borough Council .